# Björkväxter
Björkväxter (Betulaceae) är en familj med sex släkten av lövfällande, nötbärande träd och buskar. De flesta arterna är hemmahörande i tempererade områden på norra halvklotet, men det finns även några arter i tropiska bergstrakter samt i Sydamerika.
Förr var denna familj ofta uppdelad i två; björkväxter med alsläktet och björksläktet och hasselväxter (Corylaceae) med övriga släkten. Nyare genetisk forskning, bland annat av Angiosperm Phylogeny Group, visar dock att hasselväxterna bör ingå i björkväxtfamiljen.

## Användning
Hassel (Corylus avellana) och filberthassel (Corylus maxima) odlas för sina ätliga nötter.
Virket från björkväxterna är ofta hårt och tungt, särskilt hos avenbokssläktets arter, och förr hade flera arter stor betydelse som material som skulle tåla nötning och hård belastning. Man använde träet till kärrhjul, vattenhjul, verktygshandtag, skärbrädor och träplugg. I de flesta fall har denna användning av trä ersatts av andra material såsom metaller och plast, björk är dock ett vanligt träslag i Plywood.
Flera träd i björkväxtfamiljen är uppskattade trädgårds- och prydnadsträd.